# Simon Hald Jensen
Simon Hald Jensen (ur. 28 września 1994 w Aalborgu) – duński piłkarz ręczny, obrotowy, od 2018 zawodnik SG Flensburg-Handewitt.

## Kariera sportowa
W latach 2009–2018 był zawodnikiem Aalborg Håndbold. W sezonach 2012/2013 i 2016/2017, w którym rozegrał 37 meczów i rzucił 102 bramki, zdobył ze swoim zespołem mistrzostwo Danii. Będąc graczem Aalborga, występował przez trzy sezony w Lidze Mistrzów (rzucił w niej 56 goli) i przez jeden sezon w Pucharze EHF (zdobył w nim dziewięć bramek). W 2018 przeszedł do SG Flensburg-Handewitt, z którym podpisał trzyletni kontrakt.
W 2012 podczas mistrzostw Europy U-18 w Austrii, w których rozegrał siedem meczów i rzucił 10 bramek, zdobył brązowy medal. W 2013 został mistrzem świata U-19 – w turnieju, który zorganizowano na Węgrzech, rozegrał dziewięć spotkań i rzucił 31 goli, a ponadto został wybrany najlepszym zawodnikiem mistrzostw. W 2014 uczestniczył w mistrzostwach Europy U-20 w Austrii. W 2015 podczas mistrzostw świata U-21 w Brazylii (zdobył 35 bramek w dziewięciu meczach) wywalczył srebrny medal oraz otrzymał nagrodę dla najlepszego obrotowego turnieju.
W reprezentacji Danii zadebiutował 20 czerwca 2015 w meczu z Polską (26:23), zaś pierwszą bramkę w narodowych barwach rzucił 5 listopada 2015 w spotkaniu z Francją (23:22). W kolejnych latach występował w kadrze w turniejach towarzyskich i meczach eliminacyjnych do mistrzostw Europy.

## Sukcesy
Aalborg Håndbold
- Mistrzostwo Danii: 2012/2013, 2016/2017

Reprezentacja Danii
- Mistrzostwo świata U-19: 2013
- 2. miejsce w mistrzostwach świata U-21: 2015
- 3. miejsce w mistrzostwach Europy U-18: 2012

Indywidualne
- Najlepszy zawodnik mistrzostw świata U-19 na Węgrzech 2013[6]
- Najlepszy obrotowy mistrzostw świata U-21 w Brazylii 2015[8]